# Транспортная подвижность
Транспортная подвижность — характеристика подвижности населения, представляющая собой среднее количество поездок на транспорте, приходящееся в год на одного жителя. Различают сетевую транспортную подвижность, учитывающее число полных поездок от начального пункта до пункта назначения независимо от количества пересадок и видов транспорта, и маршрутную транспортную подвижность, где за целую поездку принимается поездка в транспортном средстве одного маршрута, а поездка с одной пересадкой учитывается как две поездки. Маршрутная транспортная подвижность вычисляется проще, обычно на основании проданных билетов, и потому в статистических данных обычно фигурирует именно она.
Транспортная подвижность зависит от величины рассматриваемой территории, численности населения, планировки и развитости транспортных систем. Рост данной величины может быть связан с улучшением работы общественного транспорта, ростом благосостояния и культурного уровня населения, увеличением численности населения и ростом территории города, концентрацией мест работы и отдыха.